# Moldova no Festival Eurovisão da Canção Júnior
Moldova estreou no VIII Festival Eurovisão da Canção Júnior em 2010.
Moldova entrou no Festival Eurovisão da Canção Júnior pela primeira vez em 2010. O 30 de junho, TRM anunciou sua estreia no Festival Eurovisão da Canção Júnior. Mais tarde na edição de 2014 decidiu retirar-se por razões financeiras da emissora.

## Participação
Legenda
     Vencedor
     2.º lugar
     3.º lugar
     Pontuação Nula ("Null Points")/Último Lugar
     Melhor classificação (fora do top 3)
     Qualificação para a final (fora do top 3)
     País-anfitrião
     Desclassificado
| #                         | Ano  | Sede      | Artista         | Canção         | Tradução   | Lugar | Pts |
| ------------------------- | ---- | --------- | --------------- | -------------- | ---------- | ----- | --- |
| 1º                        | 2010 | Minsk     | Stefan Roscovan | "Alí Babá"     | "Alí Babá" | 8/14  | 54  |
| 2º                        | 2011 | Ereván    | Lerika          | "Não-Não"      | "Não-Não"  | 6/13  | 78  |
| 3º                        | 2012 | Ámsterdam | Denis Midone    | "Toate vor fi" | Tudo Será  | 10/12 | 52  |
| 4º                        | 2013 | Kiev      | Rafael Bobeica  | "Cum sā fim"   | Como Ser   | 11/12 | 41  |
| Não participou desde 2013 |      |           |                 |                |            |       |     |

## Votações
- Moldova tem dado mais pontos a...

| N.º | País          | Pts |
| --- | ------------- | --- |
| 1   | Bielorrússia  | 30  |
| 2   | Geórgia       | 29  |
| 3   | Arménia       | 24  |
| 4   | Rússia        | 22  |
| 5   | Ucrânia       | 20  |
| 6   | Malta         | 16  |
| 6   | Países Baixos | 16  |
| 6   | Suécia        | 16  |
| 7   | Sérvia        | 12  |
| 8   | Letónia       | 10  |
| 9   | Bélgica       | 9   |
| 10  | Lituânia      | 8   |

Moldova tem recebido mais pontos de...
| N.º | País                | Pts |
| --- | ------------------- | --- |
| 1   | Bielorrússia        | 18  |
| 1   | Arménia             | 18  |
| 2   | Geórgia             | 16  |
| 2   | Ucrânia             | 16  |
| 3   | Rússia              | 14  |
| 3   | Bélgica             | 14  |
| 3   | Malta               | 14  |
| 4   | Azerbaijão          | 13  |
| 5   | Suécia              | 11  |
| 6   | Bulgária            | 10  |
| 7   | Macedonia del Norte | 9   |
| 8   | Letónia             | 6   |
| 9   | Países Baixos       | 5   |
| 10  | Israel              | 4   |

## 12 pontos
| Ano  | País e Bandeira |
| ---- | --------------- |
| 2010 | Sérvia          |
| 2011 | Bielorrússia    |
| 2012 | Ucrânia         |
| 2013 | Malta           |